# Heteroppia pauciseta
Heteroppia pauciseta är en kvalsterart som först beskrevs av Hammer 1971.  Heteroppia pauciseta ingår i släktet Heteroppia och familjen Oppiidae. Inga underarter finns listade i Catalogue of Life.